# Villa de Pozos
Villa de Pozos es una localidad del estado mexicano de San Luis Potosí. Es cabecera del municipio de Villa de Pozos, conformado en julio de 2024. Previamente perteneció al municipio de San Luis Potosí.

## Historia
La localidad de Villa de Pozos fue fundada en 1592 por Diego de Tapia como una hacienda bajo el nombre de San Francisco de los Pozos. La población fue delimitada por primera vez en 1810. Durante el siglo XIX se estableció como cabecera del municipio de Villa de Pozos. En 1917 la localidad obtuvo el grado de «Villa». El 10 de octubre de 1946, Villa de Pozos y el resto de su municipio fueron incorporados al municipio de San Luis Potosí. En 1990 la localidad de Villa de Pozos fue incorporada a la ciudad de San Luis Potosí.

## Demografía
| Censo | Población |
| ----- | --------- |
| 1900  | 1 754     |
| 1910  | 2 838     |
| 1921  | 1 381     |
| 1930  | 1 391     |
| 1940  | 1 516     |
| 1950  | 1 534     |
| 1960  | 1 744     |
| 1970  | 2 322     |
| 1980  | 3 842     |